# Smalnäbbad vävare
Smalnäbbad vävare (Ploceus pelzelni) är en fågel i familjen vävare inom ordningen tättingar.

## Utseende och läte
Smalnäbbad vävare är en liten gul vävare med ovanligt lång och slank näbb. Hanen har en prydlig svart ögonmask och gul undersida. Honan har ett rent ljusgult huvud utan särskilda teckningar, olikt andra vävare. Arten liknar mest dvärgvävaren, men ses i andra miljöer och har mycket längre näbb. Läten är typiska för vävare, korta "chet" och en fräsande sång likt radiostörningar.

## Utbredning och systematik
Smalnäbbad vävare förekommer i västra och centrala Afrika. Den delas in i två underarter med följande utbredning:
- Ploceus pelzelni monacha – förekommer i papyrusträsk i Liberia till västra Demokratiska republiken Kongo, Angola och Zambia
- Ploceus pelzelni pelzelni – förekommer i nordöstra Demokratiska republiken Kongo till Uganda, Rwanda, Burundi, Kenya och Tanzania

## Levnadssätt
Smalnäbbad vävare hittas i olika sorters våtmarker, ibland även i intilliggande savann och buskmarker. Den är inte lika social som många andra vävare utan ses vanligen i par eller smågrupper.

## Status
Arten har ett stort utbredningsområde och beståndet anses stabilt. Internationella naturvårdsunionen IUCN listar den därför som livskraftig (LC).

## Namn
Fågelns vetenskapliga artnamn hedrar August Pelzel Edler von Pelzeln (1825-1891), österrikisk ornitolog och samlare.

## Bildgalleri

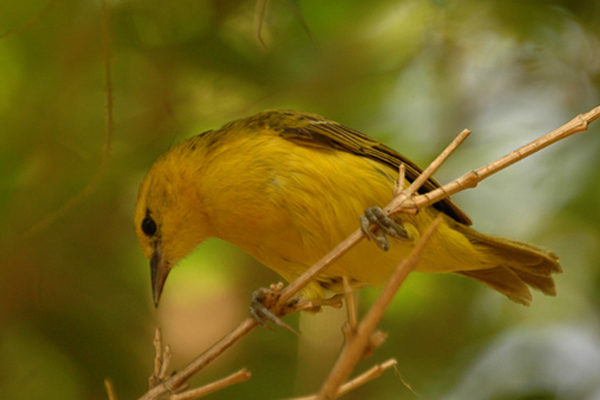
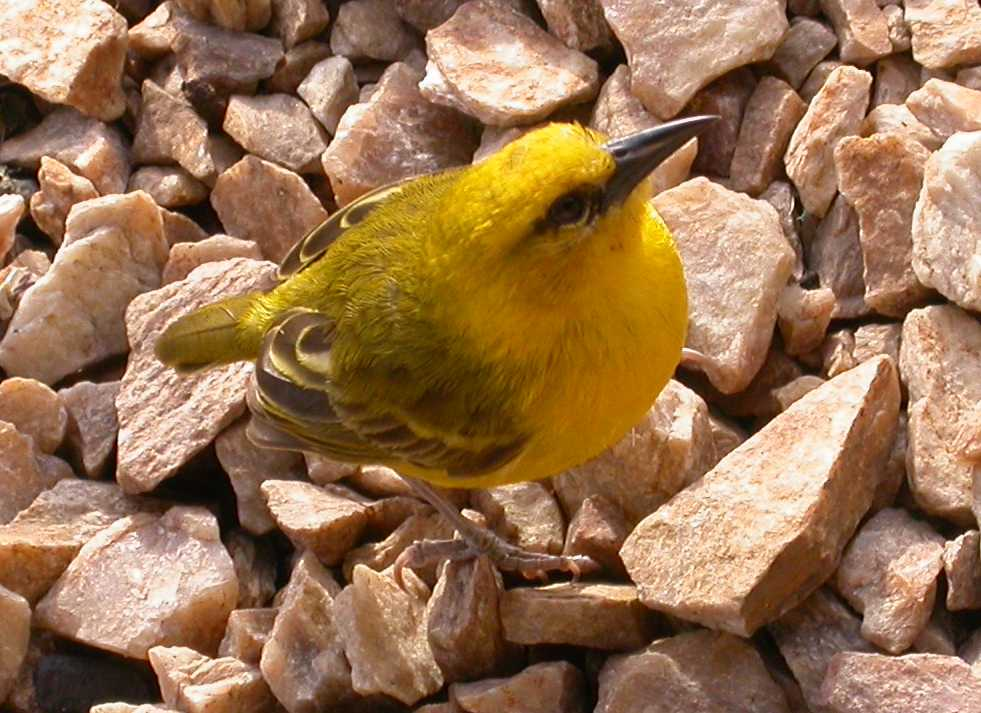